# سبة
سبة (به عربی: سبة) یک منطقهٔ مسکونی در سوریه است که در شهرستان صافیتا واقع شده‌است.

## خصوصیات
سبة ۳٬۰۶۱ نفر جمعیت دارد و ۶۵۰ متر بالاتر از سطح دریا واقع شده‌است.